# Dallas Braden
Pour les articles homonymes, voir Braden.
Dallas Lee Braden (né le 13 août 1983 à Phoenix, Arizona, États-Unis), est un lanceur gaucher de baseball qui joue en Ligue majeure pour les Athletics d'Oakland de 2007 à 2011.
Le 9 mai 2010, il lance contre les Rays de Tampa Bay à Oakland le 19e match parfait de l'histoire du baseball majeur.

## Carrière
Après des études secondaires à la Stagg High School de Stockton (Californie), Dallas Braden est repêché le 5 juin 2001 par les Braves d'Atlanta. Il repousse l'offre et suit des études supérieures à l'Université de Texas Tech où il porte les couleurs des Texas Tech Red Raiders. 
Braden rejoint les rangs professionnels après le repêchage amateur du 7 juin 2004 au cours de laquelle il est sélectionné par les Athletics d'Oakland. Il passe trois saisons en Ligues mineures avant d'effectuer ses débuts en Ligue majeure le 24 avril 2007.

### Saison 2010
Braden effectue 30 départs comme lanceur partant pour les A's d'Oakland en 2010 et remporte un sommet en carrière de 11 victoires. Il maintient une moyenne de points mérités de 3,50 en 192 manches et deux tiers lancées durant la saison. Il lance cinq matchs complets, dont deux blanchissages.
En avril dans un match à Oakland, il a une altercation verbale avec la star des Yankees de New York Alex Rodriguez lorsque ce dernier, en retraitant vers le deuxième but après une fausse balle du frappeur Robinson Cano, traverse le monticule du lanceur où Braden se trouve. Transgressant une règle non écrite de l'étiquette du baseball, Rodriguez est réprimandé par Braden, qui interprète le geste du joueur vedette comme un manque de respect. Rodriguez s'amuse de la situation après la partie et s'étonne de recevoir une réprimande d'un lanceur ne comptant « qu'une poignée de victoires. ».

#### Match parfait

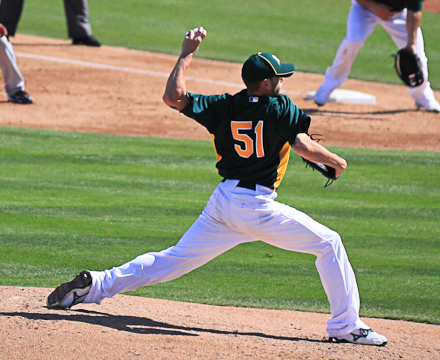
Dallas Braden au camp d'entraînement 2011 des A's d'Oakland.

Dallas Braden lance un match parfait le 9 mai 2010 à l'occasion de la victoire 4-0 des Athletics sur les Rays de Tampa Bay au McAfee Coliseum. En retirant consécutivement les 27 frappeurs de l'équipe adverse, Braden réalise le 19e match parfait de l'histoire des Ligues majeures. Il boucle la rencontre en 109 lancers dont 77 prises. Lorsque Roy Halladay de Philadelphie, réussit le 20e match parfait de l'histoire 20 jours plus tard, c'est la première fois de l'ère moderne du baseball et la première fois depuis l'année 1880 de deux exploits du genre sont réalisés dans la même saison. C'est aussi le plus court intervalle entre deux parties parfaites. L'exploit de Braden est joué la journée de la Fête des mères alors que se trouve dans l'assistance la grand-mère du lanceur des A's, qui a élevé Braden après que sa mère eut succombé à un cancer.

### Saison 2011
Braden ne lance que trois parties en 2011. Après sa première victoire de l'année, le 16 avril, il est placé sur la liste des joueurs blessés et subit en mai une opération à l'épaule qui met un terme à sa saison. 
Cette blessure met un terme à sa carrière. Après avoir raté presque toute la saison 2011, puis les entières saisons 2012 et 2013, Braden annonce sa retraite sportive le 14 janvier 2014, à l'âge de 30 ans.
En 94 matchs dans le baseball majeur, dont 79 comme lanceur partant, de 2007 à 2011, Braden a remis une moyenne de points mérités de 4,16 en 491 manches et un tiers lancées. Gagnant de 26 victoires contre 36 défaites, celui qui n'a joué que pour les A's d'Oakland a réussi cinq matchs complets dont deux blanchissages, son plus célèbre étant bien sûr son match parfait de 2010. Il compte 305 retraits sur des prises.

## Carrière dans les médias
Après sa retraite sportive, Dallas Braden est analyste et commentateur sportif au réseau ESPN.

## Statistiques
| Saison | Équipe  | G  | GS | CG | SHO | V  | D  | SV | IP    | SO  | ERA  |
| ------ | ------- | -- | -- | -- | --- | -- | -- | -- | ----- | --- | ---- |
| 2007   | Oakland | 20 | 14 | 0  | 0   | 1  | 8  | 0  | 72.1  | 55  | 6,72 |
| 2008   | Oakland | 19 | 10 | 0  | 0   | 5  | 4  | 0  | 71.2  | 41  | 4,14 |
| 2009   | Oakland | 22 | 22 | 0  | 0   | 8  | 9  | 0  | 136.2 | 81  | 3,89 |
| 2010   | Oakland | 30 | 30 | 5  | 2   | 11 | 14 | 0  | 192.2 | 113 | 3,50 |
| Totaux | Totaux  | 91 | 76 | 5  | 2   | 25 | 35 | 0  | 473.1 | 290 | 4,20 |

Note : G = Matches joués ; GS = Matches comme lanceur partant ; CG = Matches complets ; SHO = Blanchissages ; 
V = Victoires ; D = Défaites ; SV = Sauvetages ; IP = Manches lancées ; SO = Retraits sur des prises ; ERA = Moyenne de points mérités.